# Herrenhaus Borstel

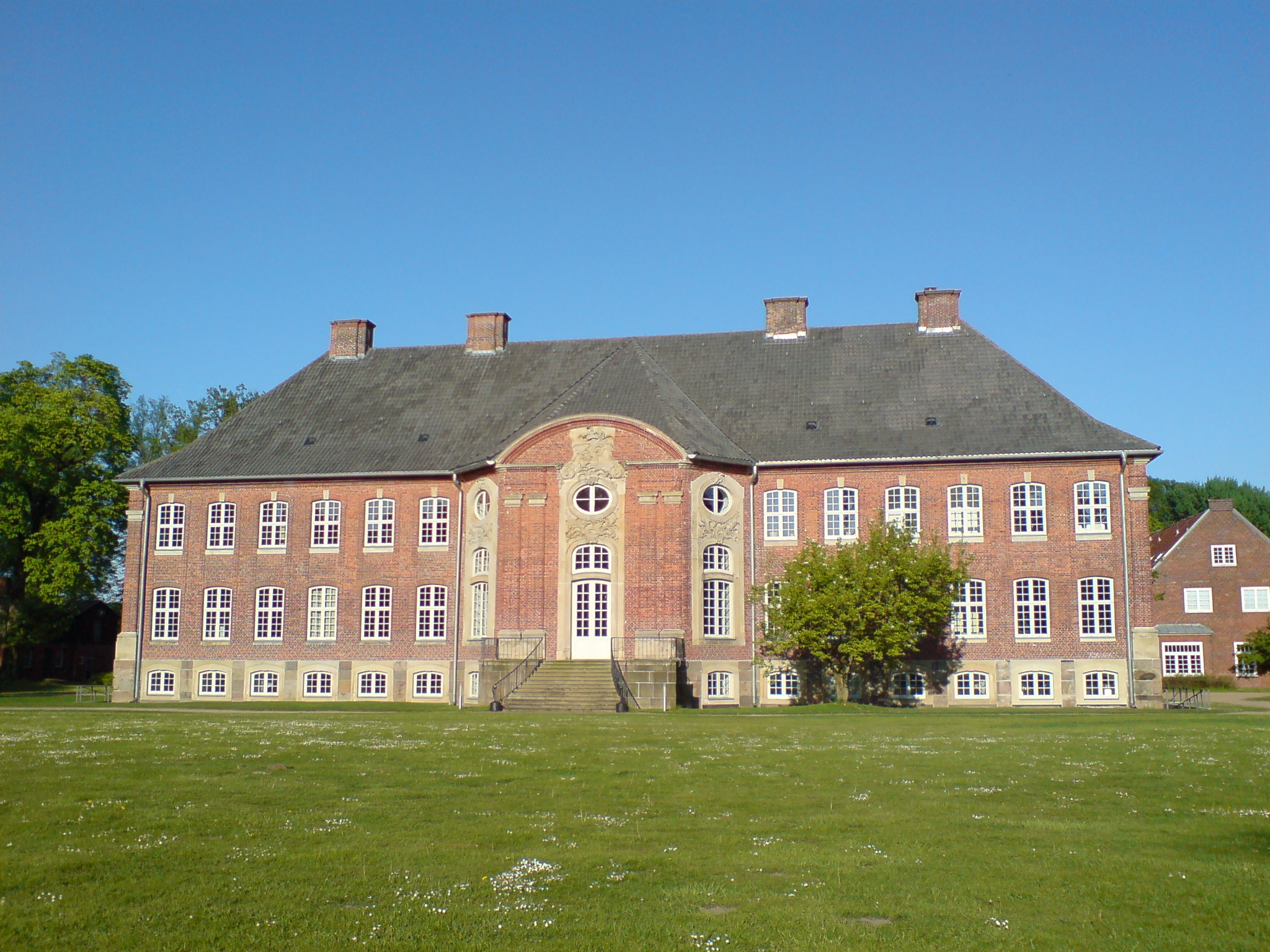
Gartenfassade des Borstler Herrenhauses

Das Gut Borstel liegt in Borstel, Gemeinde Sülfeld, etwa 30 Kilometer nördlich von Hamburg und ca. 13 Kilometer südlich von Bad Segeberg im Kreis Segeberg im Land Schleswig-Holstein. Es wurde über Jahrhunderte bis zur Zersiedelung in den Jahren 1933/38 bewirtschaftet. 
Das Herrenhaus des früheren Adligen Guts Borstel ist einer der wenigen Rokokobauten des Landes. Es ist heute im Eigentum des Forschungszentrums Borstel. Der ehemals als Barockgarten angelegte und später zum Landschaftsgarten umgewandelte Garten ist in seiner Grundstruktur erhalten, gehörte einst zu den bedeutendsten Anlagen dieser Art in Schleswig-Holstein und ist als Natur- und Kulturdenkmal für Besucher geöffnet.

## Die Geschichte des Gutes Borstel

### Entstehung, Größe und Entwicklung des Gutes
Es ist nicht bekannt, seit wann das Gut Borstel in der Ausdehnung mit den Dörfern Sülfeld, Seth und Oering nebst Grabau und Kayhude (später Borsteler Gebiet) einerseits und mit dem Gut Jersbek und den Dörfern Bargfeld, Elmenhorst und Nienwohld, dem Gut Stegen, den Meierhöfen Wulksfelde mit Rade und Mönkenbrook (später Jersbeker Gebiet) andererseits bestand. Bock führt die ersten Erwähnungen der einzelnen „Dörfer und Wüstungen, Güter und Höfe“ auf, kritisiert einige zeitliche Zuordnungen bei Laur und ordnet für die Zeit um 1250 bis um 1350 Borstel, Sülfeld und Itzstedt der Familie von Borstel, das Dorf Seth und das Gut Stegen der Familie von Hagen, die Dörfer Bargfeld, Elmenhorst und Nienwohld sowie das Gut Stegen der Familie Hummersbutle zu. Das Dorf Wulksfelde wurde erst 1537 vom Hamburger Domkapitel an Marquard von Bockwolde auf Borstel verkauft.

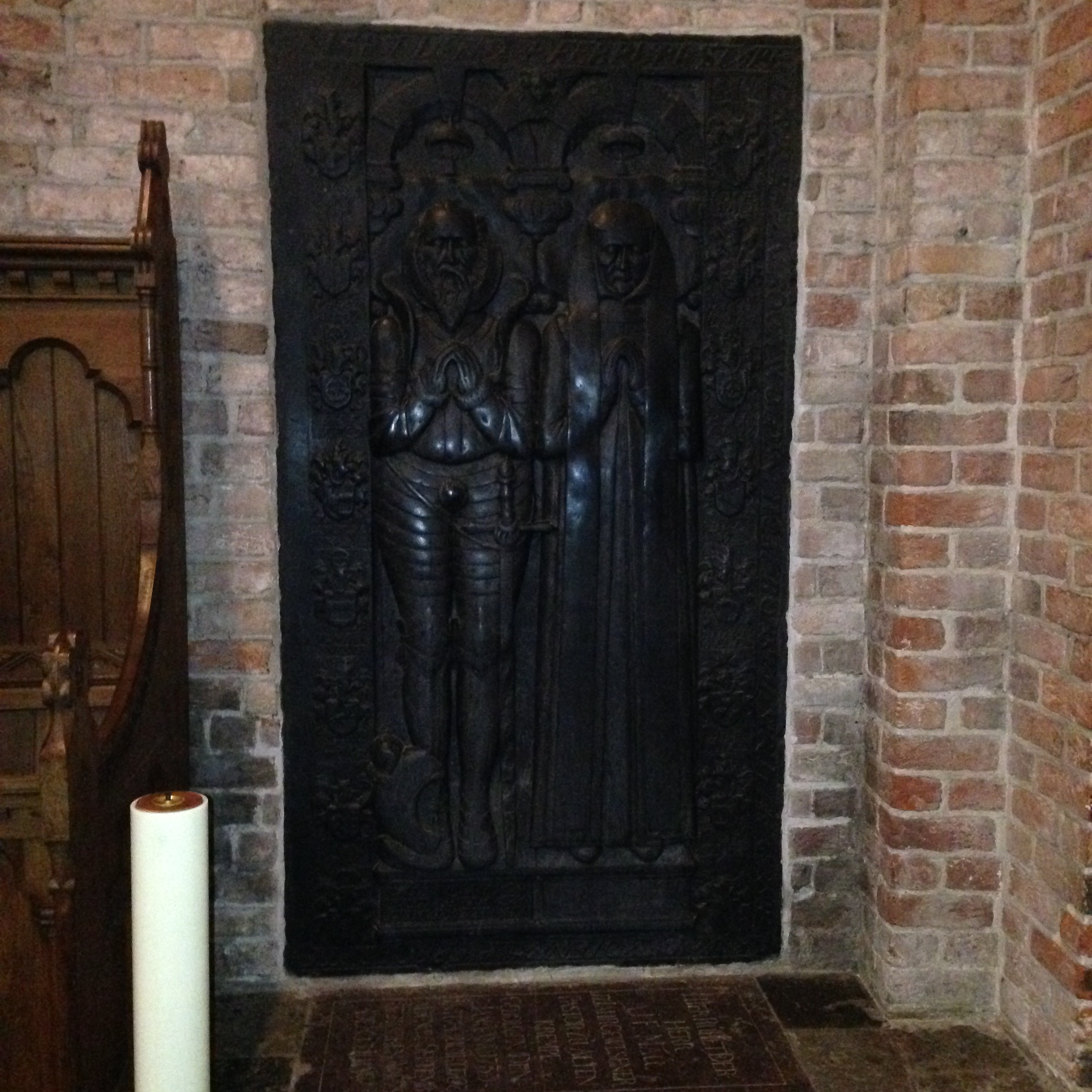
Grabplatte des Jasper von Buchwaldt in Altenkrempe

Der Bau des Alster-Beste-Kanals im 15. und 16. Jahrhundert zerschnitt die Ländereien.
Das im 16. Jahrhundert etwa 12.000 ha große Gut Borstel war bis dahin im Erbgang von den adligen Familien von Borstel(de) und Hummersbutle (Hummersbüttel) auf die Familie von Bockwolde (später „von Bougwald“ oder „von Buchwaldt“) übergegangen. Zum Gut Borstel gehörte auch das „Gut“ Jersbek, das zumindest Ende des 16. Jahrhunderts landesrechtlich schon als adliger Besitzkomplex existierte, jedoch zum Gut Borstel gehörte, da Jasper von Buchwaldt von Gerisbecke [Jersbek] aus am 30. Januar 1568 einen Brief an Herzog Franz I. von Sachsen-Lauenburg schrieb und auf dessen Grabplatte in der Basilika Altenkrempe/Ostholstein bereits als Erbherr von Jersbek bezeichnet wurde.
Nach Jasper von Buchwaldts Tod am 24. Februar 1587 auf Gut Borstel entstanden unter seiner Witwe und seinen drei Söhnen Claus, Hans und Johann einerseits und dem ältesten Sohn Heinrich andererseits über den väterlichen Nachlass Streitigkeiten, infolge derer, nachdem durch Vermittlung ihres Verwandten Heinrich Rantzau ein Vergleich zustande gekommen war, die bis dahin stets in einer Hand vereinigten Güter Borstel und Jersbek geteilt wurden.
Dieser bedeutsame Erbvertrag vom 6. Dezember 1588 ist im Original in den Gutsarchiven Borstel und Jersbek im Landesarchiv Schleswig-Holstein, Schleswig, vorhanden. Aufgrund der durch Los erfolgten Erbteilung wurde der jüngste Sohn Johann von Buchwaldt, der sich seither nicht mehr von Bockwolde schrieb, erster Gutsherr (1588–1621) des nun geteilten Gutes Borstel. Es bestand damals aus dem Hof Borstel mit den Dörfern Grabau, Oering, Seth und Sülfeld und dem „Santkrug“ (später Alter Heidkrug Kayhude genannt) sowie einigen in der Gemarkung liegenden Bauernstellen.
Das Gut Borstel wurde im Jahr 1631 an Otto von Buchwaldt a. d. H. Jersbek für 70.000 Reichstaler, im Jahr 1798 an Matthias (Matthijs) Ooster jun. für 314.000 Reichstaler, im Jahr 1801 an Joachim Christoph Janisch und im Jahr 1803 an Demetrius Graf de Wuits für ursprünglich 510.000 Reichstaler verkauft. Das Gut Borstel wurde am 19. März 1806 von Cay Lorenz Freiherr von Brockdorff aus dem Konkurs des Grafen de Wuits für 200.000 Reichstaler ersteigert, zum 1. Februar 1839 an Joseph Graf von Baudissin sen. für 350.000 Reichstaler und im Jahr 1930 an Friedrich Bölck für 1,5 Mio. Mark verkauft. Bölck hat bereits im Jahr 1932 das Gut Borstel – unter Zurückbehaltung des Herrenhauses Borstel, des Kinderheims, des Teichs, der Gärtnerei und einiger Hölzungen (Viert, Gartenholz und Wildkoppel) mit Försterei – an die Siedlungsgesellschaft Bauernland AG, Berlin, verkauft, die die Ländereien in den Jahren 1932 bis 1938 an Siedler weiterverkauft hat, sodass Borstel in seiner Eigenschaft als Gut aufgehört hat. Bölck hat im Jahr 1938 seine restlichen Bestände aus dem ehemaligen Gut Borstel verkauft.
Wohl kaum eine Zeit brachte so viele einschneidende Veränderungen für die schleswig-holsteinischen Güter wie das 19. Jahrhundert, nämlich Aufhebung der Leibeigenschaft (1805), Abschaffung der Patrimonialgerichtsbarkeit, Beseitigung des Kirchenpatronats, Auflösung der Adeligen Güterdistrikte, Schaffung von Landgemeinden und Ablösung der Reallasten. Bis zur Übernahme durch Preußen 1867 war das Gut auch Patrimonialgericht. Das 20. Jahrhundert war für die schleswig-holsteinischen Güter von der Beseitigung des Schulpatronats, Auflösung der Gutsbezirke und Enteignung nach dem schleswig-holsteinischen Siedlungsgesetz geprägt.

### Gutsbewirtschaftung
Das Adelige Gut Borstel gehörte zum Itzehoer Güterdistrikt. Die Gutsbesitzer waren privilegiert und führten im Herzogtum Holstein ein gewisses Eigenleben. Als kleiner „Staat im Staat“ übte der Gutsherr bis zur Trennung von Gericht und Verwaltung nach 1864 nicht nur die eigene (niedere) Gutsgerichtsbarkeit (Patrimonialgerichtsbarkeit) über seine Grundhörigen, sondern das gesamte (Amts-) Gerichts-, Ordnungs-, Polizei- und Sozialwesen aus.
Die Bewirtschaftung der Hoffelder  in Borstel und Holm (= gutsherrschaftliche Eigenwirtschaft) erfolgte bis 1797, also noch vor dem Ende der Leibeigenschaft (31. Dezember 1804), mit Hilfe der Hand- und Spanndienste, nämlich der Arbeitskraft der Knechte und Mägde der Hufner und Fuhrwerke der leibeigenen Untertanen („Teilbetriebs-Wirtschaft“), und danach von gutsangestellten Knechten und Tagelöhnern. Zu den Handdiensten zählten die Feld- und Gartenarbeit, Wegebesserungen, Begrabung (Drainage), Gebäudeabbruch und -errichtung, Reinigung des Mühlengrabens und des Sülfelder Kirchenbrunnens. Die Spanndienste bestanden in der Arbeit mit dem Pferdegespann beim Pflügen, Säen und Ernten, aber auch aus Frachten, (Bau-) Holz-, Torf-, Jagd- und (im September) Fischfuhren, Kutschfahrten und Vorspanndiensten. Der Meierhof Holm und der Haupthof Borstel wurden seit dem 1. Mai 1808 beziehungsweise seit dem 1. Mai 1849 durchgängig an einen Pächter verpachtet. Darüber hinaus sind Verpachtungen von Kuhherden an Holländer seit mindestens Ende des 17. Jahrhunderts im Gut Borstel nachweisbar.
Die leibeigenen Hufner bewirtschafteten die ihnen von der Gutsherrschaft zur Verfügung gestellten Bauernfelder mit angestellten Knechten und Mägden. Joachim Friedrich Graf von Bernstorff hat im November 1797 mit sämtlichen Hufnern in den Dörfern Oering, Seth und Sülfeld jeweils auf zehn Jahre befristete Zeit- und Häuercontracte abgeschlossen und damit die Leibeigenschaft sowie den Hoffrondienst sieben Jahre vor der offiziellen Aufhebung abgeschafft. Cay Lorenz Freiherr von Brockdorff hat mit allen Gutsbewohnern ab 1. Mai 1808 Zeitpachtverträge abgeschlossen/verlängert, die von Joseph Graf von Baudissin zum 1. Mai 1849 in Erbpachtverträge umgewandelt worden sind. Durch das Reallasten-Ablösegesetz vom 3. Januar 1873 wurden die Erbpächter (nicht jedoch die Zeitpächter) Eigentümer, die danach statt der Erbpacht eine auf 50 Jahre befristete Rente – zahlbar an die Stettiner Rentenbank – zahlen mussten. Der Gutsherr erhielt aufgrund des Reallasten-Ablösegesetzes mit 4 % p. a. zu verzinsende Rentenbriefe in einer Gesamthöhe von nominal 904.815,00 Mark, was einem Wert von nur noch 251.338 Reichstalern entspricht.

### Borsteler Gutsherren
Die Gutsherren des Gutes Borstel waren:
Familie von Borstel
- Heinricus de Borstelde, um 1258
- Bertoldus de Borstelde, um 1259
- Christoforus von Borstel, um 1288 – um 1300
- Luder von Borstel, um 1321 – 1352
- Luder von Borstel, um 1353

Familie von Hummersbutle (Hummelsbüttel)
- Hartwich III. Hummersbutle, Knappe, um 1336 – um 1380 (⚭ mit Adelheid von Borstelde)
- Johann IV. Hummersbutle, um 1380 – vor 1396
- Hartwich IV. Hummersbutle, Knappe, um 1380–1394
- Johann V. Hummersbutle, um 1418 – um 1445
- Hartwich V. Hummersbutle, Knappe, um 1446 – um 1468

Familie von Bockwolde (Buchwaldt) a. d. H. Sierhagen
- Detlev von Bockwolde d. Ä., * 1429 - † 24. Dezember 1487 Sierhagen (⚭ mit Magdalena von Hummersbüttel)
- Detlev von Bockwolde d. J., † 17. Februar 1500 in der Schlacht von Hemmingstedt
- Marquard von Bockwolde, † 1545
- Jasper von Bockwolde, * ca. März 1519 - † 24. Februar 1587, begraben in der Kirche in Altenkrempe/Neustadt
- Johann von Buchwaldt, * vermutlich 1567 - † 1621
- Marquard von Buchwaldt, † 1626

Familie von Buchwaldt a. d. H. Jersbek
- Otto von Buchwaldt, * vermutlich 1596 - † 1635
- Hans Adolph von Buchwaldt zu Borstel, Grabau und Troiburg, * 28. November 1631 - † 2. Oktober 1679 Hamburg
- Otto Friedrich von Buchwaldt, * 17. August 1661 - † 18. Dezember 1739
- Friedrich von Buchwaldt, * 14. November 1697 - † 16. August 1761 in Preetz

Familie von Bernstorff
- Johann Hartwig Ernst Freiherr (seit 1767: Graf) von Bernstorff zu Wotersen und Lancken, * 13. Mai 1712 in Hamburg - † 18. Februar 1772 in Hamburg, bestattet am 7. März 1772 in der Kirche von Siebeneichen (⚭ mit Charitas Emilie von Buchwaldt)
- Andreas Peter Freiherr (seit 1767: Graf) von Bernstorff, * 28. August 1735 zu Gartow - † 21. Juni 1797 in Kopenhagen, begraben in Dreilützow
- Joachim Friedrich Graf von Bernstorff, * 5. Oktober 1771 Dreilützow - † 28. Oktober 1835 Cismar

Einzelne Gutsherren
- Matthias (Matthijs) Ooster, * 28. Oktober 1747 Amsterdam - † 17. Januar 1842 Utrecht
- Joachim Christoph Janisch zu Dömitz/Mecklenburg, * ca. 1747 - † ca. 1808
- Simon Demetrius Graf de Wuits (ein bürgerlicher Hochstapler), * ca. 1768 in Polen? - † vermutlich in Kasteel Lachenen bei Lier südöstlich von Antwerpen
- Cay Lorenz Freiherr (seit 1837 Graf) von Brockdorff, * 26. Januar 1766 Klein Nordsee - † 18. Mai 1840 Hamburg, begraben in Sülfeld

Familie von Baudissin
- Joseph Franz Christian Graf von Baudissin, * 9. Januar 1797 Knoop - † 5. April 1871 Borstel
- Adelbert Heinrich Ernst Graf von Baudissin, * 12. Januar 1821 Projenstorf bei Kiel - † 9. August 1875 Gersau/Schweiz
- Joseph Ernst Adolf Graf von Baudissin, * 4. November 1861 Glückstadt - † 11. April 1940 Kiel

Der letzte Borsteler Gutsherr
- Friedrich Bölck, * 16. Juli 1877 in Oldenburg i. H. und am 5. August 1877 in Lensahn getauft - † 27. September 1940 Autounfall beim Süseler Moor südöstlich von Eutin

## Baulichkeiten

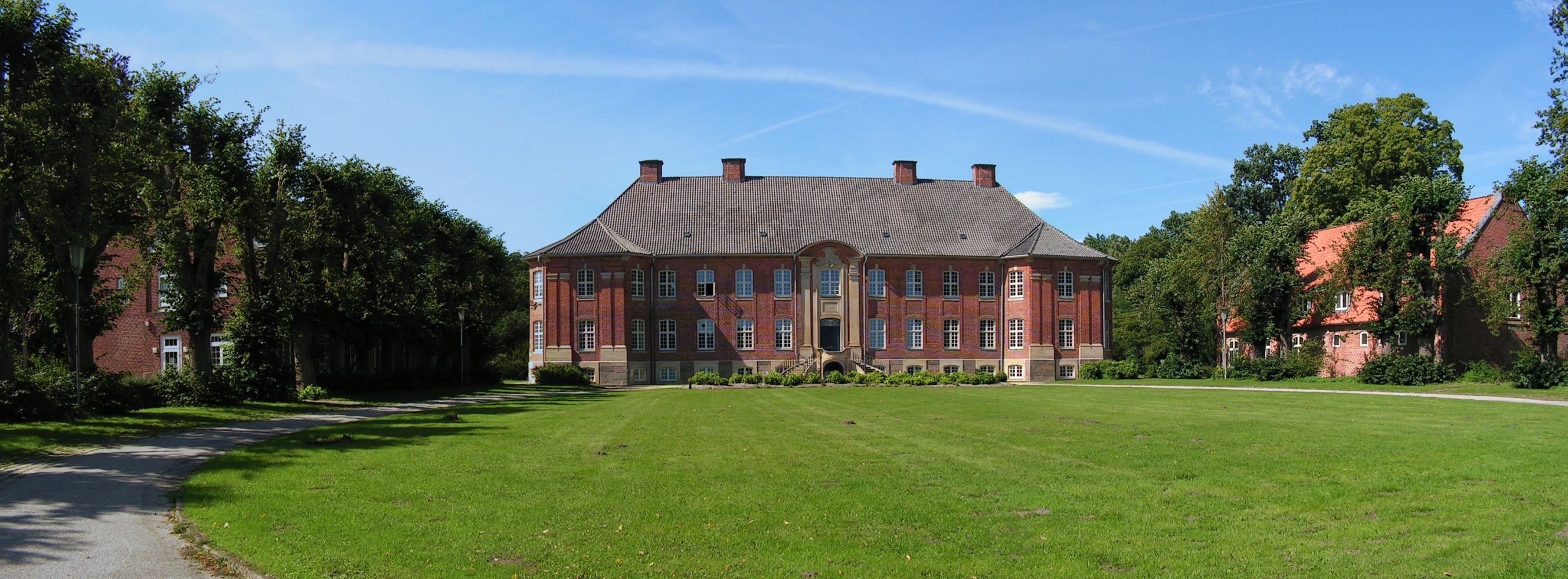
Hofansicht des Herrenhauses

### Das Herrenhaus
Das heutige Borsteler Herrenhaus ist der Nachfolger eines im Jahr 1737 an anderer Stelle durch einen Brand zerstörten Gutshauses. Der Bau wurde durch Friedrich von Buchwaldt 1743 veranlasst. Der Bauherr war in der sogenannten Großfürstlichen Zeit, als die herzoglichen Anteile Holsteins aus Russland regiert wurden, einer der führenden Politiker des Landes. Das Herrenhaus wurde 1751 vollendet; diese Jahreszahl findet sich auch im Portal wieder.
Inschrift über dem Portal des Herrenhauses: HAS AEDES EXSTRVXIT / FRIDERICVS DE BVCHWALD / M[agnus]. R[ussia]. PR[inceps]. SLESW[ig]. AC. HOLS[atia]. DVCIS. CONS[ilium]. INT[imus] / ORD[o]. ST. ANNÆ. EQV[is]. CŒN[obium]. PRETZ. PRÆP[ositus]. / DOM[us]. PRÆD[dium]. BORSTELL. ET. TROYBVRG / ANNO 1751
(Dieses Haus hat gebaut Friedrich von Buchwaldt, des Großfürsten von Russland, Herzogs von Schleswig und Holstein Geheimer Rat, Ritter des St. Annen-Ordens, Probst des Klosters Preetz, Herr der Güter Borstel und Troiburg, im Jahr 1751).

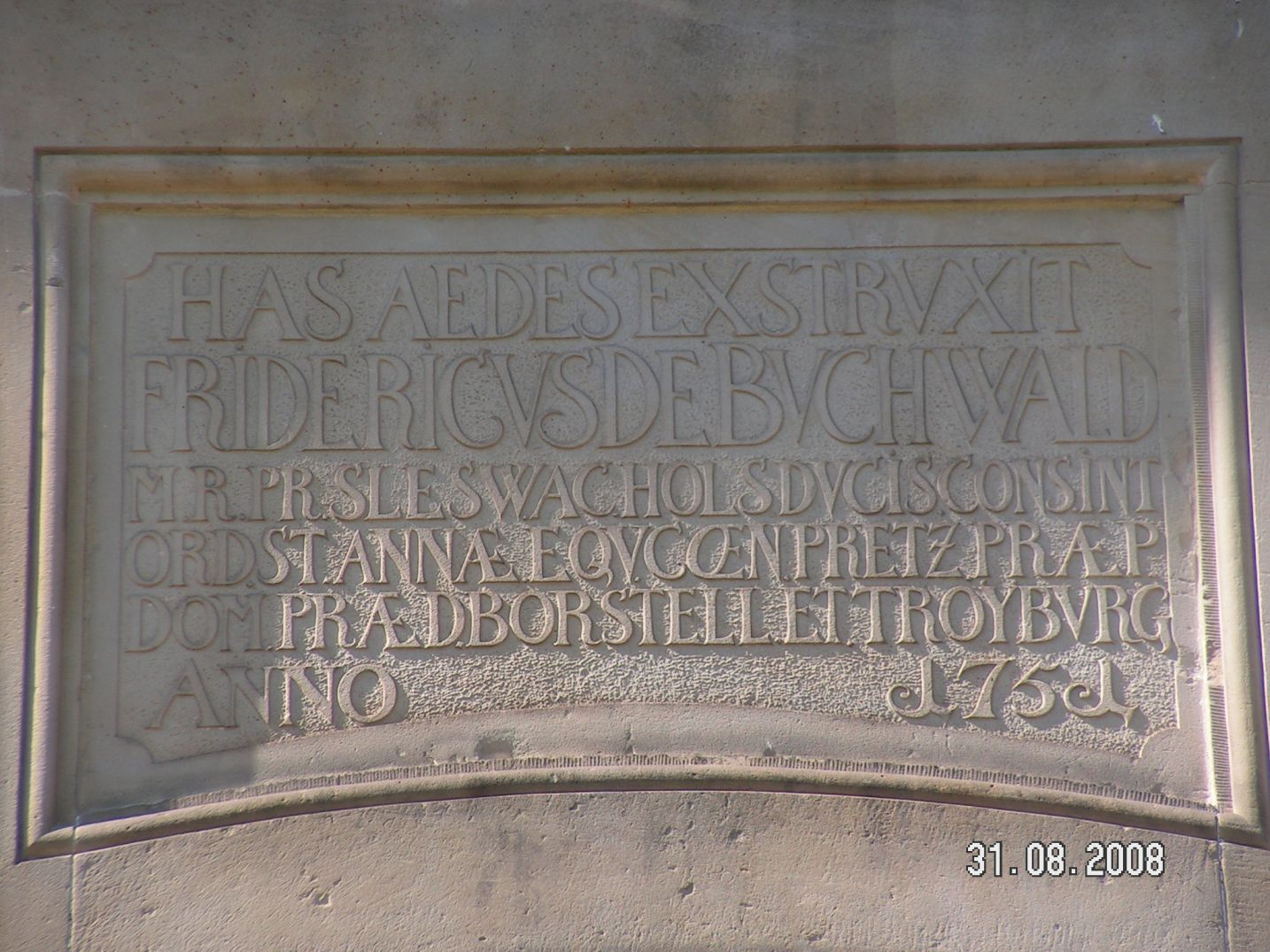
Inschrift über dem Eingang

Das Herrenhaus erhielt schlossartige Ausmaße und gehört zu den größten Bauten seiner Art und Zeit im Land. Als Baumeister wird u. a. Johann Christian Böhme vermutet. Die breite Front des fünfzehnachsigen Hauses ist noch dem Stil des Barock zuzuordnen. Die feinen Dekorationen der Hof- und Gartenseite, sowie die ursprüngliche Ausstattung der Innenräume gehören jedoch bereits dem Rokoko an, ein Stil, der im weniger höfischen und mehr ländlich geprägten Schleswig-Holstein verhältnismäßig selten anzutreffen ist.
Die Hofseite des Hauses im Osten wird von zwei polygonalen Risaliten, die Gebäudemitte von einem schmalen, pilastergerahmten Portal betont. Zudem wird die Fassade hier von zwei kleineren Wirtschaftsgebäuden gerahmt, die gemeinsam einen offenen Ehrenhof schaffen. Die Innenräume der Hofseite sind nach barocker Art in einer Enfilade gereiht. 
Die Gartenfassade im Westen wird von einem mittigen pavillonartigen Risalit bestimmt, dessen Innenraum vom großen Gartensaal eingenommen wird. Dieser Rokokosaal wurde im Laufe des 19. Jahrhunderts im Stil des Klassizismus mit Reliefkopien des dänischen Bildhauers Bertel Thorvaldsen auf einer der beiden Kaminschürzen (drei Grazien mit singendem Amor) an den Wänden (vier Jahreszeiten und Jagdszenen) und über den beiden Türen als Supraporten (Amor mit dem Löwen sowie Tanz der Musen auf dem Helikongebirge) überarbeitet, Teile der älteren Dekoration blieben jedoch erhalten.
1930 wurde das Herrenhaus des Guts durch Friedrich Bölck in ein Kindererholungsheim umgewandelt. Von da an hatte es eine wechselvolle Geschichte, unter anderem ab 1938 als Bezirksschule III des RAD (Reichsarbeitsdienst) für die weibliche Jugend sowie nach dem Bombenangriff auf Hamburg im Sommer 1943 und in der Zeit nach dem Zweiten Weltkrieg als Auffanglager für Flüchtlinge und als Unterkunft für 500 Polen, „die im Krieg bei Bauern der Umgebung gearbeitet haben.“
Seit 1947 ist der Restbestand des Gutes Borstel Sitz des durch das Land Schleswig-Holstein gegründeten und 1963 in eine Stiftung umgewandelten Forschungszentrums Borstel für Lungenheilkunde und der dazugehörigen Forschungsklinik. Das Herrenhaus hat dem Forschungszentrum seit 1947 unter anderem als Bibliothek und Konferenzhaus gedient. 1992 wurde massiver Schimmel- und Pilzbefall festgestellt. Im 21. Jahrhundert musste das Gebäude grundsaniert werden. Die Sanierungsarbeiten haben knapp 7 Millionen Euro gekostet und sind mittlerweile abgeschlossen. Am 15. Juni 2007 wurde es mit einem Festakt seiner neuen Nutzung als Wissens-, Kultur- und Kommunikationszentrum übergeben. In Gartensaal finden auch Konzerte statt. Er fasst ein Publikum von gut 100 Personen.

### Ehrenhof und Park
Vom früheren Gut Borstel sind nur noch wenige Bauten vorhanden; das umfangreiche Gutsgelände wird heute weitgehend von Zweckbauten des Klinikbetriebs eingenommen. Lediglich die Hoffassade des Herrenhauses ist durch zwei Kavaliershäuser begrenzt, die eine Vorstellung des einstigen Ehrenhofs vermitteln. Das Herrenhaus ist bis in die Gegenwart von einem weitläufigen Landschaftspark umgeben, der aus einem früheren Barockgarten hervorgegangen ist. Der Park ist für Besucher zugänglich.